# Анка Обренович
Анка Обренович (пізніше Анка Константинович, Serbian Cyrillic: Анка Обреновић; 1 квітня 1821 — 10 червня 1868) — належить до сербської королівської династії Обреновичів, як племінниця засновника династії Мілоша Обреновича, князя Сербії. Анка Обренович також була активною громадською діячкою та першою жінкою письменницею в Сербії, чиї літературні праці були перекладені сербською у 1836 році. Відомий хорватський поет Антан Міханович оспівував Анку у своїх віршах. У 1860 році Анка Обренович заснувала один з перших сербських салонів (літературний, художній, політичний або філософський клуб однодумців, гурток вибраних осіб, які збираються у якомусь приватному приміщенні і ведуть розмови, бесіди на об'єднувальну їх тематику) в своєму будинку в Белграді. У Сербії мала призвісько  «Анка pomodarka», що означає «модниця».
Вона була вбита разом з її двоюрідним кузеном Михайлом Обреновичем ІІІ під час замаху на   Михайла Обреновича III, який  був правителем Сербського князівства в той час.

## Сім'я
Принцеса Анка народилась 1 квітня 1821, третя дочка Єфрема Обреновича і Томанії.  У неї було чотири сестри: Олена, Симеона, Катерина, Анастасія і один брат, Мілаш, чий син згодом правити як князь Мілан IV і Король Милан I.

## Ранні літературні досягнення
Вона була описана як «дуже гарна, дуже розумна і освічена». І справді, картини, що дійшли до нас зображають Анку, що сидить за своїм фортепіано, носить модні й елегантні сукні.  Анка була однією з небагатьох людей в Сербії в той час, хто володів і грав на піаніно. 
Француз, який зустрів Анку прокоментував її зовнішність, розум, і значні досягнення; її здатність говорити по-французьки була рідкістю серед її сучасників. Її батько був першою людиною в Белграді, хто  ввів західноєвропейські звичаї та звичаї в його будинку, він також володів великою бібліотекою. Його любов до літератури була прищеплена й Анці, яка разом зі своїми братами і сестрами, отримала прекрасну освіту у одного з найкращих викладачів Сербії. У віці 13 років, Анка опублікувала ряд притч, які вона ретельно переклала з  німецької мови, якою також вільно володіла.  Її твори були опубліковані у різних періодичних виданнях, в тому числі у  літературному журналі Даніка илирска, в якому вона використовувала псевдонім «Іллірійська жінка з Сербії». Двома роками пізніше, в 1836 році, вона опублікувала збірку своїх перекладів, яка стала першим літературним твором, що був опублікований жінкою в Сербії.

Анка ще в її підлітковому віці привертала і надихала багатьох поетів, деякі з яких присвятили вірші, а також цілі томи віршів Анці, з захопленням порівнюючи її з Сапфо та Мілетською Аспасією, чия дотепність і розум привертали увагу найвидатніших письменників і філософів в Афінах. Одним з таких поетів був Антан Міханович, який був частим гостем в родині Обреновичей. Вдомий хорватський поет був шалено закоханий в Анку та добивався її руки і серця. У той час їй було 16 років, а йому 41. Але дядько князь Мілош категорично відмовився давати свою згоду на одруження через різницю у релігійних поглядах молодих. У 1839 році Антан Міханович покидає Сербію та ніколи більше не бачиться з Анкою.  У 1840 році він написав вірш про Анку під назвою «кам'яна Діва» (хорв. Kamena djeva) і який був опублікований в 1844 році в илирске-Даника.

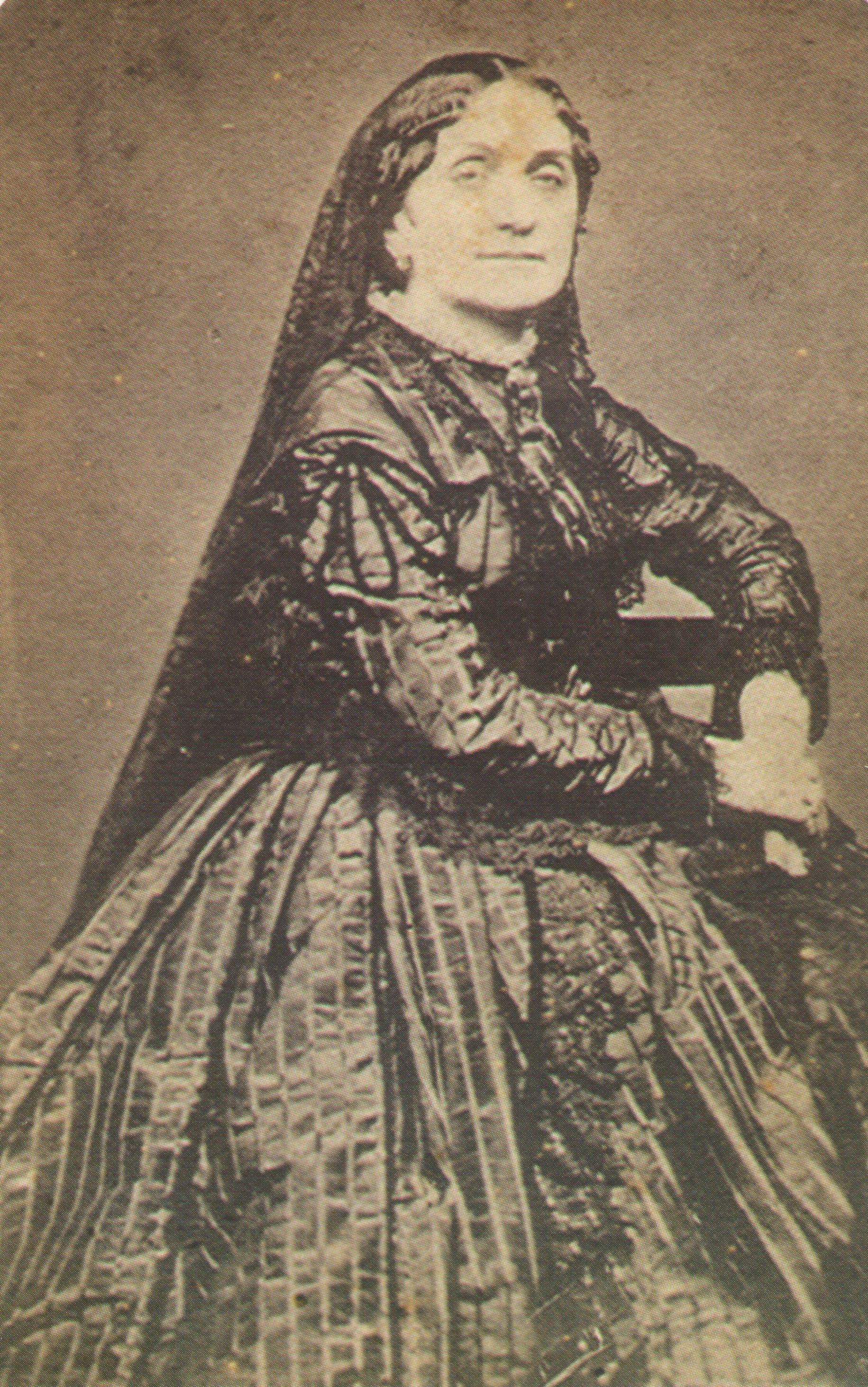

- Файл:Anka_Obrenović_Konstatinović.jpg
- Файл:Encyclopædia_Granat_vol_28_ed7_191x.pdf

## Шлюб

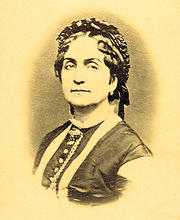
Принцеса Анка

У 1842 році, Анка вийшла заміж за Олександра Константинович, сина Потішу Константинович. Від нього вона народила двох дітей.
У 1860 році вона заснувала один з перших сербських салонів в її будинку. Цей філософсько - літературний гурток  сильно вплинув на духовне відродження сербського суспільства у 1860-х роках. Анка запрошувала найвидатніших мистецьких та інтелектуальних жінок в Белграді, а також дружин іноземних дипломатів в її знаменитий салон, в якому звучали музичні виступи разом з літературними вечорами та читанням  сербських, французьких, німецьких та італійських віршів. Також відбувалися дискусії про політику та поточні справи.
Через деякий час після смерті чоловіка, Принцеса Анка і її дочка Катерина були запрошені її двоюрідним братом князем Михайлом жити при королівському дворі. 

## Вбивство
Після смерті князя Мілоша у вересні 1860, його єдиний уцілілий син і двоюрідний брат Анки, князь Михайло повернувся до  Сербії вдруге, після того, як був скинутий в 1842 р. Олександом Карагеоргієвичем. Михайла описували як розумну і культурну людину, а також найбільш освічену з сербських правителів. Дочка Анки Катерина була його коханкою, яка плекала надії коли-небудь стати його дружиною, адже на той час Михайло був у шлюбі з  графинею Юлією Хуньяді. Вона була бездітна, і князь Михайло почав розглядати розлучення, з метою одруження з Катериною Константинович.
10 червня 1868 року Михайло разом з Катериною та її матір'ю проїжджав на кареті через парк Кошутняк, що знаходиться поблизу його резиденції на окраїні Белграда, саме тоді було вчинено вбивство. В парку з'явилися Коста та Павло Радовановичі, в офіційних чорних костюмах та зарядженими рушницями. Коста підійшов до карети, і князь його впізнав перед смертю. Михайло та Анка померли на місці, Катерина була тяжко поранена. Чутки щодо вбивства Михайла не вщухають і досі, є навіть думка про те, що до вбивства була причетна династія Карагеоргієвичів, але дана думка ніяк доведена не була.
Після несподіваної смерті Михайла Обреновича від рук змовників, яких, за офіційною версією, спонукали не політичні, а приватні мотиви (травень 1868 р.), князем Сербії став онук Єврема Обреновича (брата Мілоша) — Мілан , котрому на той час виповнилося тільки чотирнадцять років. Мілана, виходячи з власних інтересів, привів до влади тогочасний міністр оборони Мілівоє Петрович Блазнавац, який, разом із Йованом Ристичем і Йованом Гавриловичем, увійшов до складу відновленого Намісництва — органу, де в 1869—1872 рр. зосереджувалися реальні важелі управління державою.
Намісництво не набуло популярності в народі. У галузі зовнішньополітичних відносин його діяльність також не була плідною: міжнародний престиж Сербії після смерті князя Михайла помітно підупав, ускладнилися відносини з Болгарією, у зв'язку з ліквідацією Сербської патріархії в місті Печ погіршилася ситуація на південно-сербських землях.
Чи не єдиним здобутком Намісництва стало прийняття нової Конституції в червні 1869 р., згідно з якою Сербія проголошувалася конституційною монархією. Уперше запроваджувалася постійно діюча Скупщина, її роль у політичному житті країни зростала. Три чверті складу Скупщини становили народні посланці, чверть депутатів призначав князь.
Створювалася ще одна державна інституція — Державна Рада, якій надавалися певні функції адміністративного суду та верхньої палати парламенту. Ухвалення конституції означало безумовний крок вперед, проте її гостро критикували за недостатню ліберальність.

## Родина
Чоловік — Олександр Константинович, сина Потіша Константиновича.
Діти:
- Полковник Олександр Константинович (помер у 1914).
- Катерина Константинович (1848—1910)